# Long Lake (Wisconsin)
Long Lake – jednostka osadnicza w Stanach Zjednoczonych, w stanie Wisconsin, w hrabstwie Florence.